# Pratt & Whitney R-2800
Der Pratt & Whitney R-2800 Double Wasp ist ein luftgekühlter Mehrfachsternmotor mit 18 Zylindern (2 × 9) aus der Wasp-Motorenfamilie von Pratt & Whitney. Die Bezeichnung R-2800 bedeutet Radial engine (Sternmotor) - Hubraum 2800 Kubikzoll, was 45,9 Litern entspricht. Er lief erstmals 1937 und sein Erstflug fand 1939 statt. Die Produktion endete nach 125.334 Exemplaren im Jahre 1960.
Das bis zu 2500 PS leistende Triebwerk war ein bedeutender Faktor für die alliierte Luftstreitmacht im Zweiten Weltkrieg.

## Luftfahrzeuge

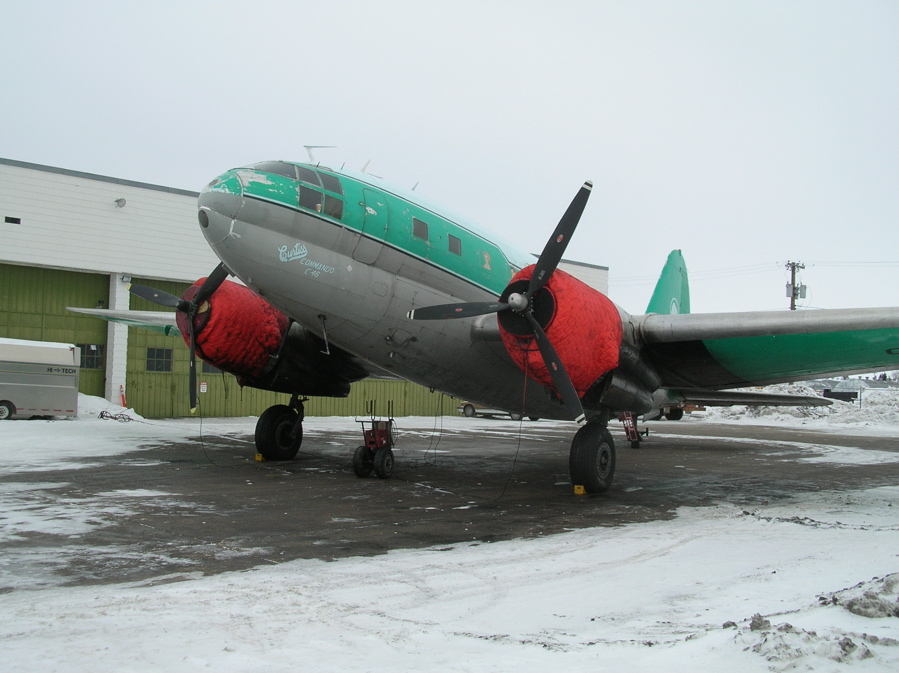
Curtiss C-46 „Buffalo Joe“ mit zwei R-2800 (ca. 2005)

Der Motor war als Antrieb bei folgenden Luftfahrzeug-Mustern eingesetzt:
- Canadair CL-215
- Convair CV-240
- Curtiss C-46
- Douglas A-26 Invader
- Douglas DC-6
- Fairchild C-82
- Grumman F6F Hellcat
- Grumman F7F Tigercat
- Grumman F8F Bearcat
- Martin B-26 Marauder
- Northrop P-61 Black Widow
- Republic P-47 Thunderbolt
- Sikorsky S-56 (CH-37 Mojave)
- Vought F4U Corsair

## Versionen

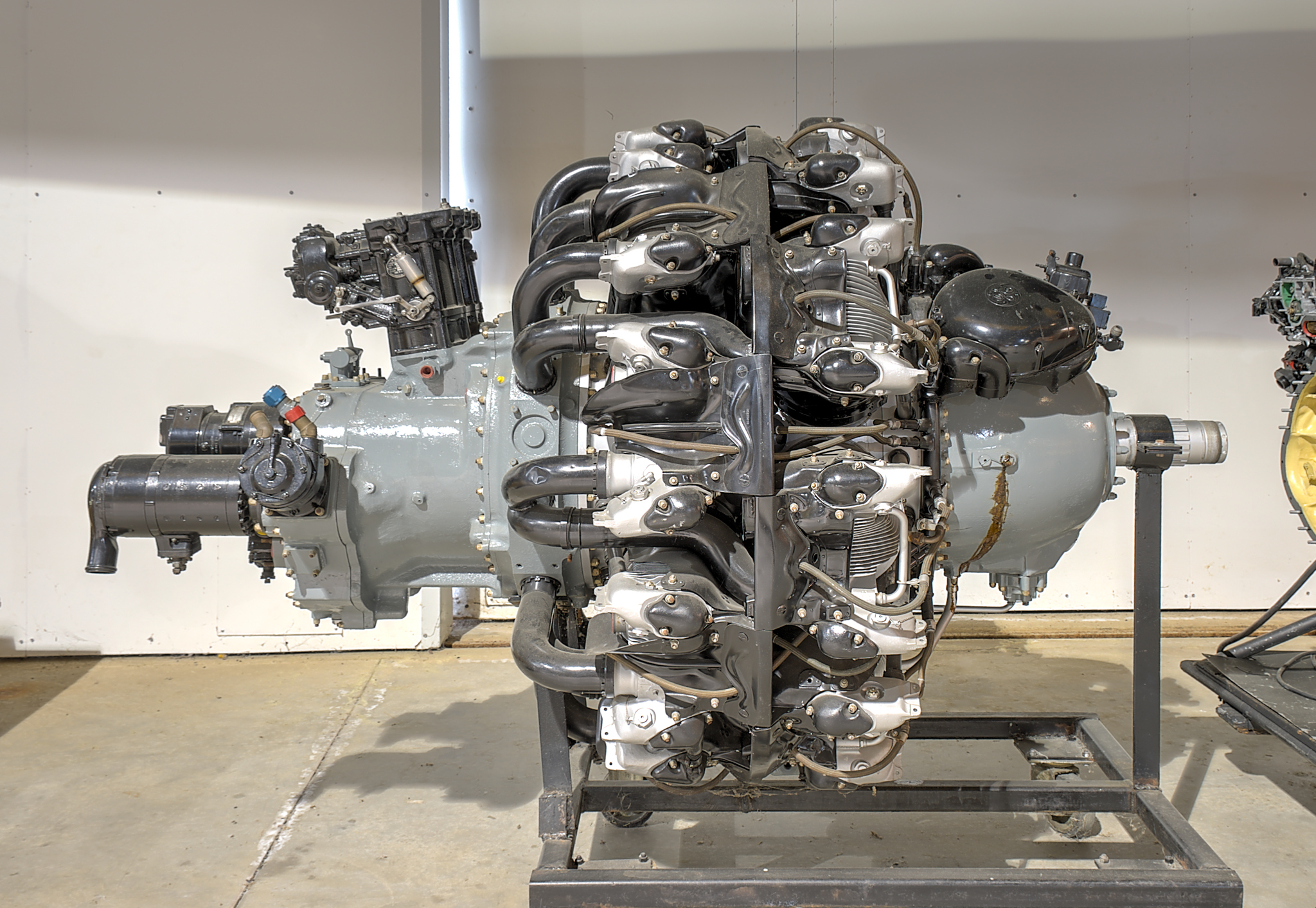
Pratt & Whitney R-2800

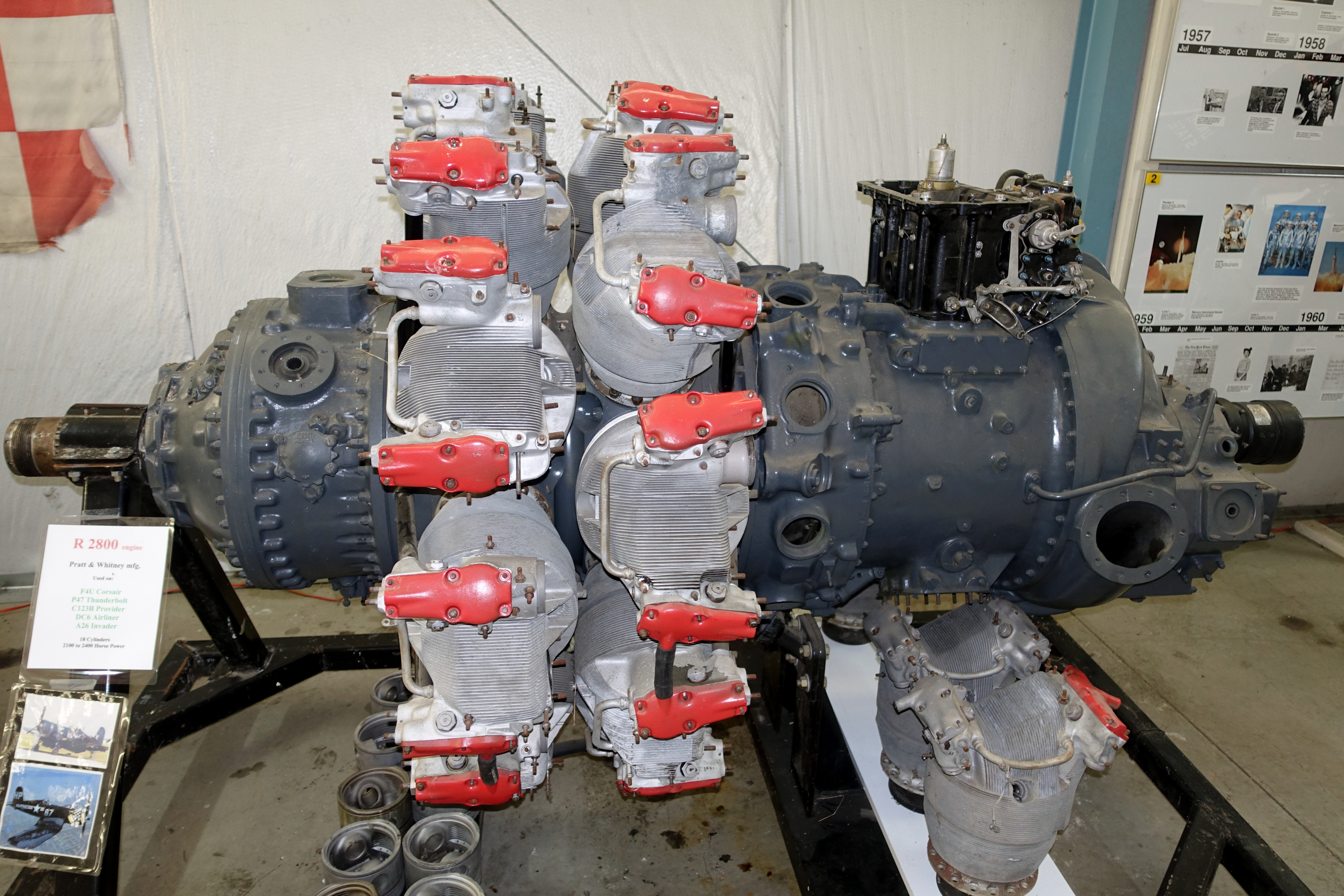
Pratt & Whitney R-2800

Grundsätzlich wurden vier verschiedene sogenannte Serien (A, B, C, E) des Double Wasp im Laufe seiner Entwicklung verwirklicht. Serie A und B (z. B. R-2800-8) unterschieden sich nur in Details, vor allem im Schmierstoffkreislauf. Demgegenüber stellt die C-Serie (z. B. R-2800-18) eine fast komplette Neuentwicklung des gesamten Triebwerks dar (Zylinderköpfe, Kurbelwelle usw.), was zur Folge hat, dass fast kein Bauteil eines C-Serie-Motors mit einem B-Serie-Motor kompatibel ist. Die E-Serie (z. B. R-2800-32) basiert wiederum auf der C-Serie und unterschied sich vor allem durch einen vollkommen anders aufgebauten Kompressor, wenngleich auch hier Änderungen am Hauptpleuel vorgenommen wurden. Es muss beachtet werden, dass die „Dash Nummern“ (z. B. -8) nicht fortlaufend sind. Gerade Nummern bezeichnen Motoren, die für die Marine (US Navy) gebaut wurden, ungerade Nummern stehen für Motoren der Armee (US Army Air Forces). Der Buchstabe „W“ am Ende der Nummer kennzeichnet Triebwerke, die für Wassereinspritzung ausgelegt sind.
Einige Beispiele (angegebene Leistungen beziehen sich auf „military power“ von max. 15 min. Dauer):
- A Serie: R-2800-39 (Martin B-26B) 1850 bhp @ 886 m – 1500 bhp @ 4593 m
- B Serie: R-2800-8 (Vought F4U-1) 2000 bhp @ 305 m – 1800 bhp @ 4724 m – 1650 bhp @ 6858 m
- C Serie: R-2800-18 (Vought F4U-4) 2100 bhp @ 305 m – 1900 bhp @ 4593 m – 1800 bhp @ 7010 m
- D Serie: R-2800-29 (Northrop XP-56) 2000 bhp @ 305 m – 1875 bhp @ 3810 m – 1800 bhp @ 5944 m (einziger gebauter Motor der D Serie)
- E Serie: R-2800-32 (Vought F4U-5) 2300 bhp @ 0 m – 1800 bhp @ 9144 m

## Technische Daten R-2800-8 (Vought F4U-1 Corsair)
Quelle:

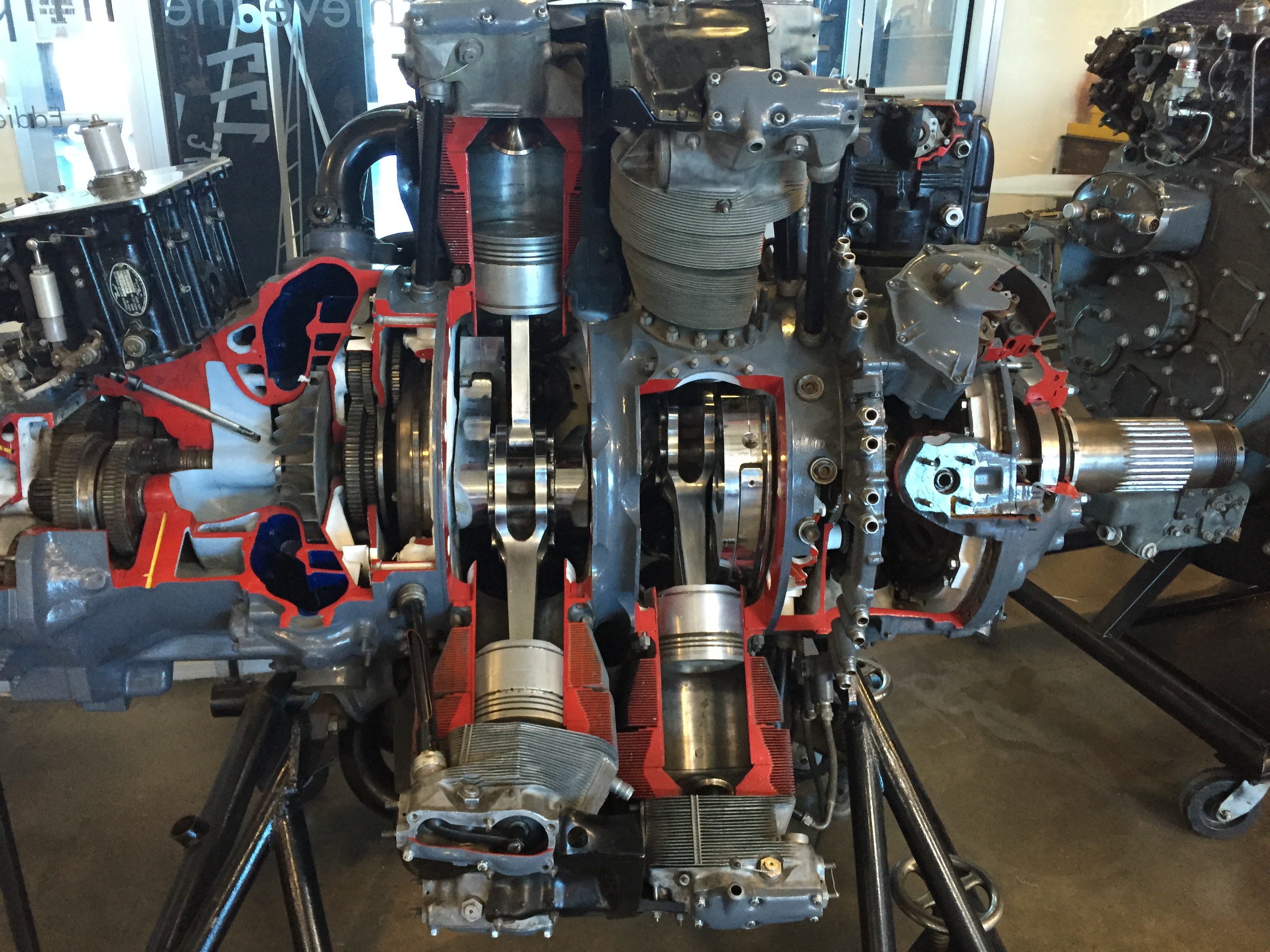
Schnittmodell

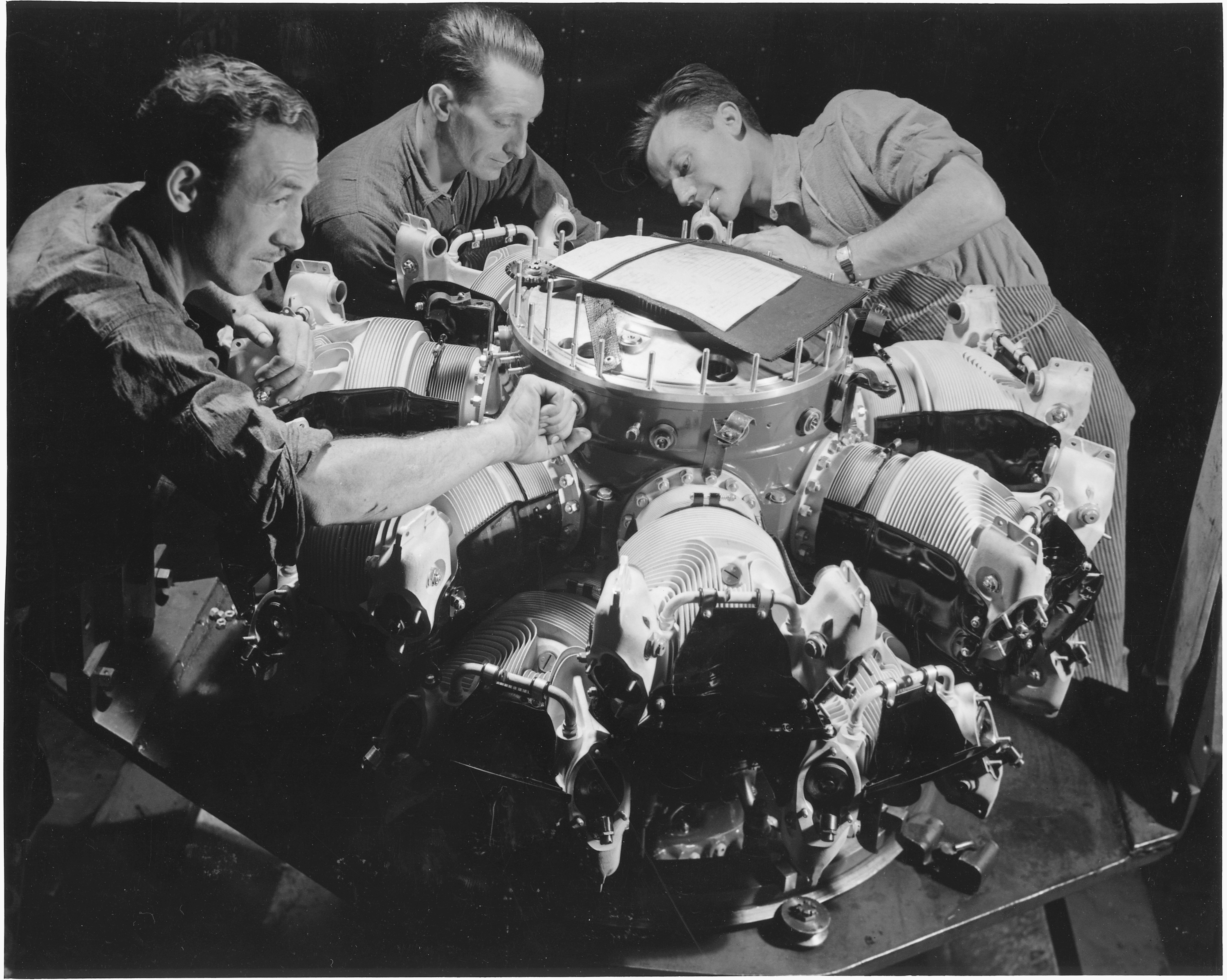
Montage der Zylinder

- Typ: luftgekühlter 18-Zylinder-Viertakt-Doppelsternmotor mit Kompressoraufladung
- Aufladung: ein Zweigang-Radialkompressor (1. Stufe) – Ladeluftkühler – ein Radialkompressor (2. Stufe)
- Treibstoff: AvGas 100/130
- Gemischbildung: Bendix/Stromberg PT-13D4 Druckvergaser
- Zündung: Doppel-Magnetzünder Bendix Scintilla DF-18RN
- Hub: 152,4 mm (6 Inch)
- Bohrung: 146,0 mm (5,75 Inch)
- Verdichtung: 6,65:1
- Hubraum: 45,9 Liter
- Maximale Startleistung: 1491 kW (2000 bhp) bei 2700/min
- Höchste Dauerleistung: 1249 kW (1675 bhp) bei 2550/min
- Volldruckhöhe: 6858 m
- Propellerübersetzung: 2:1
- Kompressorübersetzungen 1. Stufe: 1. Gang 6,46:1/2. Gang 7,93:1
- Kompressorübersetzung 2. Stufe: 7,8:1
- Trockenmasse: 1124 kg
- Länge: 2247 mm
- Durchmesser: 1334 mm
- spezifische Leistung: 32,48 kW/l
- Leistungsgewicht: 0,75 kg/kW
- Stückzahl: 3903